# Buzzoven
A Buzzoven (stilizálva: Buzzov*en) egy amerikai együttes. A sludge/stoner metal jelentős alakjainak számítanak. Az utóbbi években elkezdtek a thrash metal, hardcore punk és noise rock műfajokban is játszani. Albumaikat a Relapse Records, Hydra Head Records, Roadrunner Records, Allied Recordings, Alternative Tentacles kiadók jelentetik meg.
1990-ben alakultak meg az észak-karolinai Salisburyben. Először 1990-től 1999-ig tevékenykedtek, majd 2010-től napjainkig. Dave "Dixie" Collins 1998-ban új zenekart alapított, Weedeater néven.

## Tagok
Jelenlegi tagok
- Kirk Fisher - ének, gitár
- Dave Collins - basszusgitár
- Ramsey Atteyeh - dobok

## Diszkográfia
- To a Frown (1993)
- Sore (1994)
- ...At a Loss (1998)
- Revelation: Sick Again (2011, de hivatalosan 2001-ben rögzítették)